# P-26 (航空機)
P-26 ピーシューター
飛行するP-26
- 用途：戦闘機
- 分類：陸上戦闘機
- 製造者：ボーイング社
- 運用者：

  -  アメリカ合衆国（USAAC・USAAF）
  -  中華民国（中華民国空軍）
  -  フィリピン（フィリピン陸軍航空軍）
  -  パナマ（パナマ空軍）
  -  グアテマラ（グアテマラ空軍）
- 初飛行：1932年3月20日
- 生産数：162機 （輸出型を含む）
- 運用開始：1934年1月
- 退役：1942年（アメリカ）、1957年（グアテマラ）

P-26 ピーシューター（英語: P-26 Peashooter）はボーイング社が開発し、1930年代にアメリカ陸軍航空隊が運用した戦闘機である。
アメリカ陸軍の制式戦闘機としては初めての全金属製、単葉の機体であるとともに、最後の固定式主脚、開放式
コックピット、張線式主翼の構造をとる機体でもある。
愛称の「ピーシューター (英語: Peashooter)」は"豆鉄砲"の意であり、パイロットたちによって名付けられたとされている。

## 概要

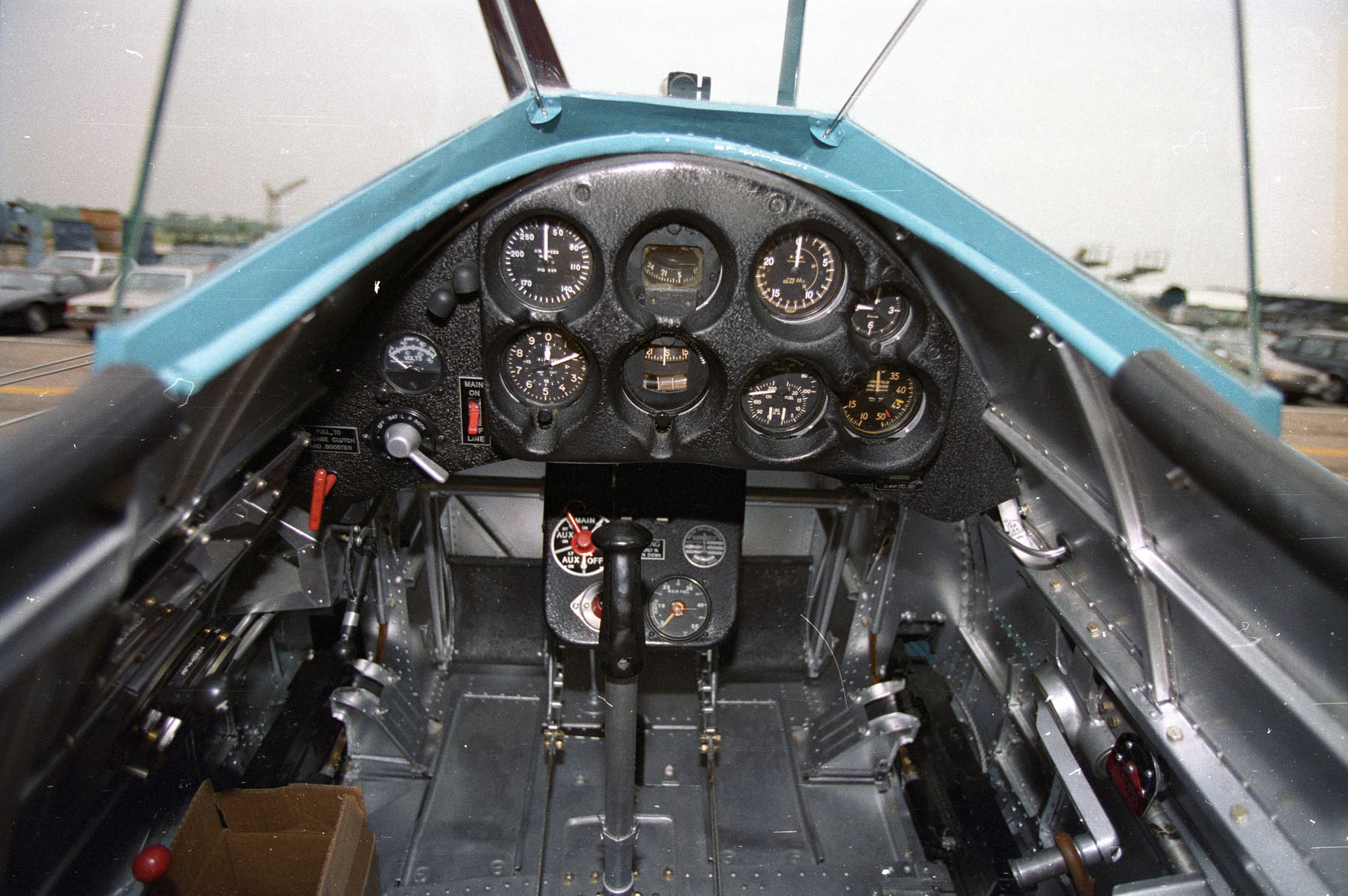
レストア機の操縦席

1931年にボーイング社のモデル248として設計された本機は、同年12月、3機の試作契約を結んだ。当時、アメリカ陸軍では爆撃機の性能向上が先行し、爆撃機に追いつける戦闘機がいないという事態に陥っていたため、XP-936と名づけられた試作1号機は製作を急がれ、早くも翌1932年3月に初飛行した。
試作機は在来の戦闘機を大きく上回る性能を示したため、一部改修を加えたモデル266に対して陸軍はP-26Aの呼称を与え、1933年1月に111機の発注を行った。
続いて、エンジンを燃料噴射式の P&W R-1340-33 に変更したP-26Bが25機が発注されたが、実際に製作されたのは2機（初飛行は1935年10月）のみで、残り23機はP-26Aと同じ P&W R-1340-27 エンジンを装備して完成し、P-26Cと呼ばれた。P-26Cは1936年2月から配備が開始されたがP-26Aとの相違はわずかである。P-26Cは後にP-26Bと同じエンジンを装備するよう改修された。
P-26は1938年からP-35やP-36と交替して第一線を退いたが、1942年頃まで在籍していた。

## 輸出
輸出型はP-26Cをベースとした機体でモデル281と呼ばれ、スペインに1機、中華民国に11機輸出された。その他、アメリカから供与される形でフィリピン、パナマ、グアテマラで使用された。

## 戦歴
1936年のスペイン内戦勃発時にバラハスにいたモデル281がスペイン政府に徴用され戦闘に投入された。この機体はもともとスペインへ輸出するためのデモンストレイターとして飛来していたものだがスペインでは不採用となり、そのまま留め置かれていた機体が徴用されたものである。緒戦において共和国側の数少ない戦闘機の1機として戦ったが、10月21日に撃墜されてしまった。後にボーイング社には代金が支払われた。
中華民国においては、1937年8月20日、いわゆる渡洋爆撃で南京を空襲した日本海軍の九六式陸上攻撃機を8機で迎撃し、損害なしで6機を撃墜する戦果を上げている。その後、日本海軍の九六式艦上戦闘機と行われた空中戦（ドッグファイト）は日本にとって初めての単葉戦闘機同士の空中戦となった。
1941年12月の太平洋戦争開戦時には、フィリピンに28機のP-26が配備されていた。そのほとんどは地上で破壊されたが、そのうち2機がフィリピン人パイロットによって戦果をあげたと伝えられている。
1942年から1943年にかけて、練習機という名目でグアテマラ空軍に7機のP-26が渡ったが、これらは1957年まで使用され、1954年には戦闘行動も行っている。

## 各型
- Y1P-26（試作機）：3機。シリアル32-412/414
- P-26A：111機。シリアル33-028/138
- P-26B：2機。シリアル33-179/180
- P-26C：23機。シリアル33-181/203

## 諸元
P-26A
- 乗員：1名

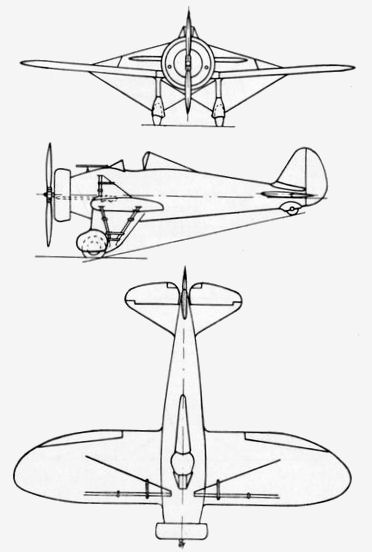
P-26A 三面図

- 全長：7.18 m (23 ft 7.25 in)
- 全幅：8.50 m (27 ft 11.5 in)
- 全高：3.04 m (10 ft 0.5 in)
- 主翼面積：13.90 m2 (149.5 ft2)
- 空虚重量：996 kg (2,197 lb)
- 全備重量：1,330 kg (2,955 lb)
- 動力：P&W R1340-27
- 出力：500 hp
- 最大速度：377 km/h (234 mph)
- 巡航速度：318 km/h (199 mph)
- 航続距離：580 km (360 miles)
- 実用上昇限度：8,350 m (27,400 ft)
- 上昇率：720 m/min (2,360 ft/min)
- 武装：ブローニング M1918M1 / AN-M2 7.62 mm 機関銃 ×2 または M1921E1 / AN-M2 12.7 mm 機関銃 ×1 および M1918M1／AN-M2 7.62 mm 機関銃 ×1
- 爆装：90 kg (200 lb)

## 現存する機体
| 型名           | 番号                   | 機体写真 | 所在地                    | 所有者                                                               | 公開状況 | 状態     | 備考 |
| -------------- | ---------------------- | -------- | ------------------------- | -------------------------------------------------------------------- | -------- | -------- | --- |
| P-26A          | 33-123 0672 (FAG) 1899 |          | アメリカ カリフォルニア州 | プレインズ・オヴ・フェイム航空博物館                                 | 公開     | 飛行可能 | |
| P-26A          | 33-135 0816 (FAG) 1911 |          | アメリカ ヴァージニア州   | 国立航空宇宙博物館別館スティーヴン・F・ヴドヴァー − ヘイジーセンター | 公開     | 静態展示 | |
| P-26A レプリカ | (33-39)                |          | アメリカ オハイオ州       | 国立アメリカ空軍博物館                                               | 公開     | 静態展示 | 33-39号機の塗装がされている。 |
| P-26A レプリカ |                        |          | アメリカ カリフォルニア州 | サンディエゴ航空宇宙博物館                                           | 公開     | 静態展示 | 第17追撃航空群第73追撃飛行隊で運用された機体の塗装がされている。                                                                                            |
| P-26D レプリカ | (32-06)                |          | アメリカ ヴァージニア州   | 軍事航空博物館                                                       | 公開     | 静態展示 | 1935年から36年の間に第1追撃航空群第94追撃飛行隊で運用されたP-26A / 32-06機の塗装がされているが、翼の形状などが独自のものとなっているため、D型と分類される。 |

## 登場作品

### ゲーム
『War Thunder』
アメリカRank1の初期機体、イベント報酬機体として数種類のタイプが操縦可能機体として登場する。
『World of Warplanes』
アメリカツリーのTier2にP-26とP-26Aが登場する。